# Leann Hunley
Leann Hunley (Forks, 25 de fevereiro de 1955) é uma atriz norte-americana, melhor conhecida por seus papéis em seriados.

## Filmografia
| Ano         | Título                                       | Papel                   | Notas         |
| 2010 / 1982 | Days of Our Lives                            | Anna DiMera             | 96 episódios  |
| 2010        | NCIS                                         | Joann Fielding (jovem)  | 1 episódio    |
| 2009        | Law & Order: Special Victims Unit            | Joyce Shepard           | 1 episódio    |
| 2005        | Gilmore Girls                                | Shira Huntzberger       | 2 episódios   |
| 2003        | Just Shoot Me!                               | Binnie                  | 1 episódio    |
| 2003        | Strong Medicine                              | Renee Van Dyke          | 1 episódio    |
| 2001        | Your Guardian                                | Tanna Hildegard         |               |
| 1999        | Horse Sense                                  | Jacy Woods              | Filme para TV |
| 1999        | Pensacola: Wings of Gold                     | Lauren Wells            | 1 episódio    |
| 1998        | Dawson's Creek                               | Tamara Jacobs           | 9 episódios   |
| 1997        | 7th Heaven                                   | Rachel Grewe            | 1 episódio    |
| 1996        | Lois & Clark: The New Adventures of Superman | Emily Channing          | 1 episódio    |
| 1996        | Hudson Street                                | Elizabeth Owens         | 1 episódio    |
| 1995        | Burke's Law                                  | Leslie Livingston       | 1 episódio    |
| 1995        | The Fresh Prince of Bel-Air                  | Joan                    | 1 episódio    |
| 1995        | Murphy Brown                                 | Linda                   | 1 episódio    |
| 1995        | Cops n Roberts                               |                         |               |
| 1994 / 1988 | Murder, She Wrote                            | Dana Darren             | 3 episódios   |
| 1994        | Heaven Help Us                               |                         |               |
| 1994        | Models Inc.                                  | Marcia Carson           | 4 episódios   |
| 1994        | The Nanny                                    | Bobbi Jo                | 1 episódio    |
| 1993        | Daddy Dearest                                | Pam                     | 2 episódios   |
| 1993        | The Beverly Hillbillies                      | Miss Arlington          |               |
| 1993        | Silent Victim                                | Chrissy Lee             |               |
| 1992        | Coopersmith                                  | Laraine Sands           |               |
| 1991        | Princesses                                   | Andrea Sussman          | 1 episódio    |
| 1991        | Gabriel's Fire                               | Gwen Kidder             | 1 episódio    |
| 1990        | L.A. Law                                     |                         | 1 episódio    |
| 1990        | Lucky Chances                                | Eden                    |               |
| 1990        | Matlock                                      | Leanne Wilson           | 1 episódio    |
| 1990        | Designing Women                              | Gaby                    | 1 episódio    |
| 1989        | Wolf                                         |                         |               |
| 1989        | Who's the Boss?                              | Lisa                    | 1 episódio    |
| 1988        | Simon & Simon                                | R.J. Simmons            | 1 episódio    |
| 1988        | Highway to Heaven                            | Jennifer                | 2 episódios   |
| 1988 / 1986 | Dynasty                                      | Dana Waring Carrington  | 47 episódios  |
| 1986        | Hotel                                        | Catherine               | 1 episódio    |
| 1986        | Knight Rider                                 | Liz Preston             | 1 episódio    |
| 1985        | Amazing Stories                              |                         | 1 episódio    |
| 1984        | Airwolf                                      | Meryl                   | 1 episódio    |
| 1983        | Hart to Hart                                 | Diane                   | 1 episódio    |
| 1982        | Fantasy Island                               | Secretária              | 1 episódio    |
| 1980 / 1979 | The Misadventures of Sheriff Lobo            | Sarah Cumberland        | 17 episódios  |
| 1979        | Columbo                                      | Judy                    | 1 episódio    |
| 1979        | B.J. and the Bear                            | Dr. Winters             | 1 episódio    |
| 1979 / 1978 | Battlestar Galactica                         | 1st Girl Warrior        | 4 episódios   |
| 1978        | The Islander                                 | Esposa do Mac           |               |
| 1978 / 1977 | Hawaii Five-O                                | Secretária de Longworth | 2 episódios   |